# Église du Bon-Pasteur de Lyon
Pour les articles homonymes, voir Église du Bon-Pasteur.
L’église du Bon-Pasteur est une église catholique désaffectée située à Lyon, rue Neyret sur les pentes de la Croix-Rousse, près de la montée de la Grande Côte. Elle est dédiée au Bon Pasteur, figure allégorique de Jésus, dans l'Évangile de saint Jean et l'Évangile de saint Luc. Elle est caractérisée par sa porte inaccessible. 

## Histoire

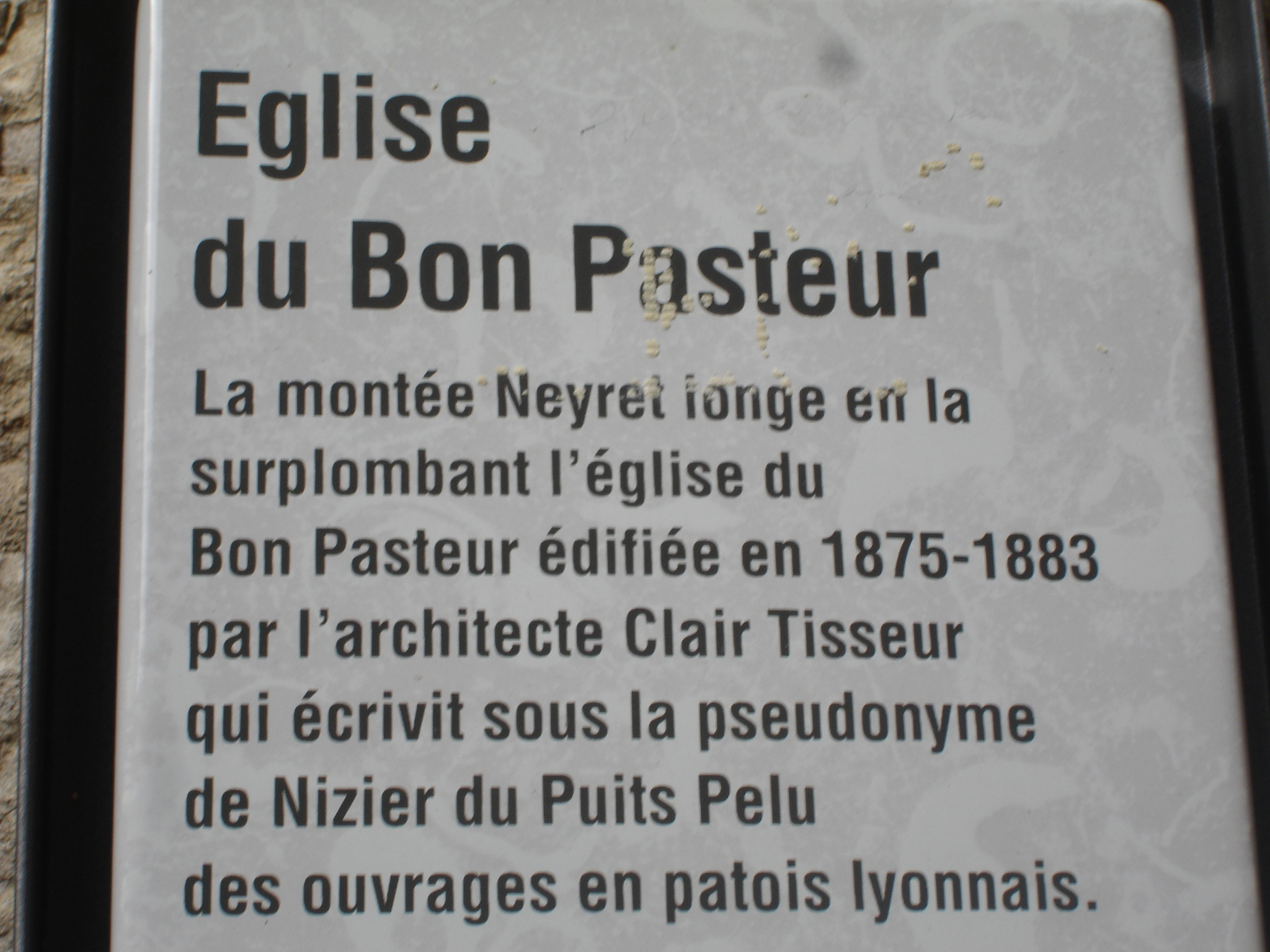
Panneau d'information.

En 1869, l'empereur Napoléon III vient en poser la première pierre, avant que la guerre franco-prussienne n’interrompe les travaux.
Édifiée en 1875-1883 par l'architecte lyonnais Clair Tisseur, son architecture est une imitation du style roman poitevin.
L'église se distingue par son inaccessibilité : sans parvis, la porte débouche sur la rue Neyret à plus de trois mètres du sol. L'escalier prévu ne fut jamais construit, car il aurait fallu démolir la caserne située de l'autre côté de la rue. L'accès se fait donc par des portes latérales.
Lors de la construction de l’église, des tuiles romaines posées à plat recouvrant un amas d’ossements animaux ont été découvertes. On ne connaît pas la fonction de cet ensemble.
L'église n'est plus affectée au culte catholique. Elle a été utilisée comme salle d'exposition par l'École des Beaux-Arts qui était installée à côté jusqu'en 2007. L'église est depuis laissée à l'abandon. L'intérieur est vandalisé, les murs, le mobilier, les stalles du chœur, les autels et les fresques de la fin du XIXe siècle sont tagués et ravagés. 

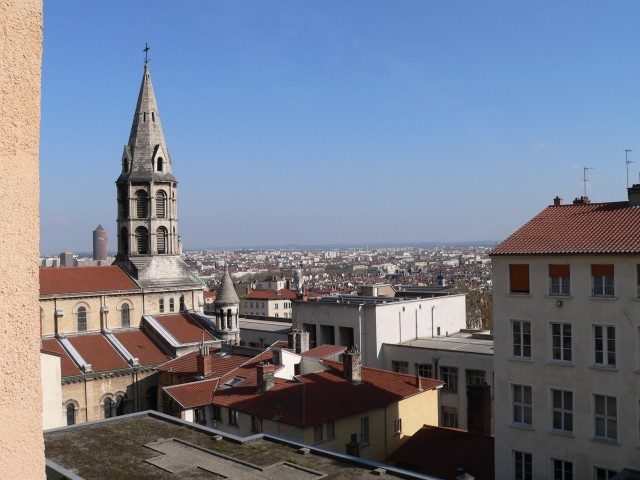
Le clocher de l'église du Bon-Pasteur.
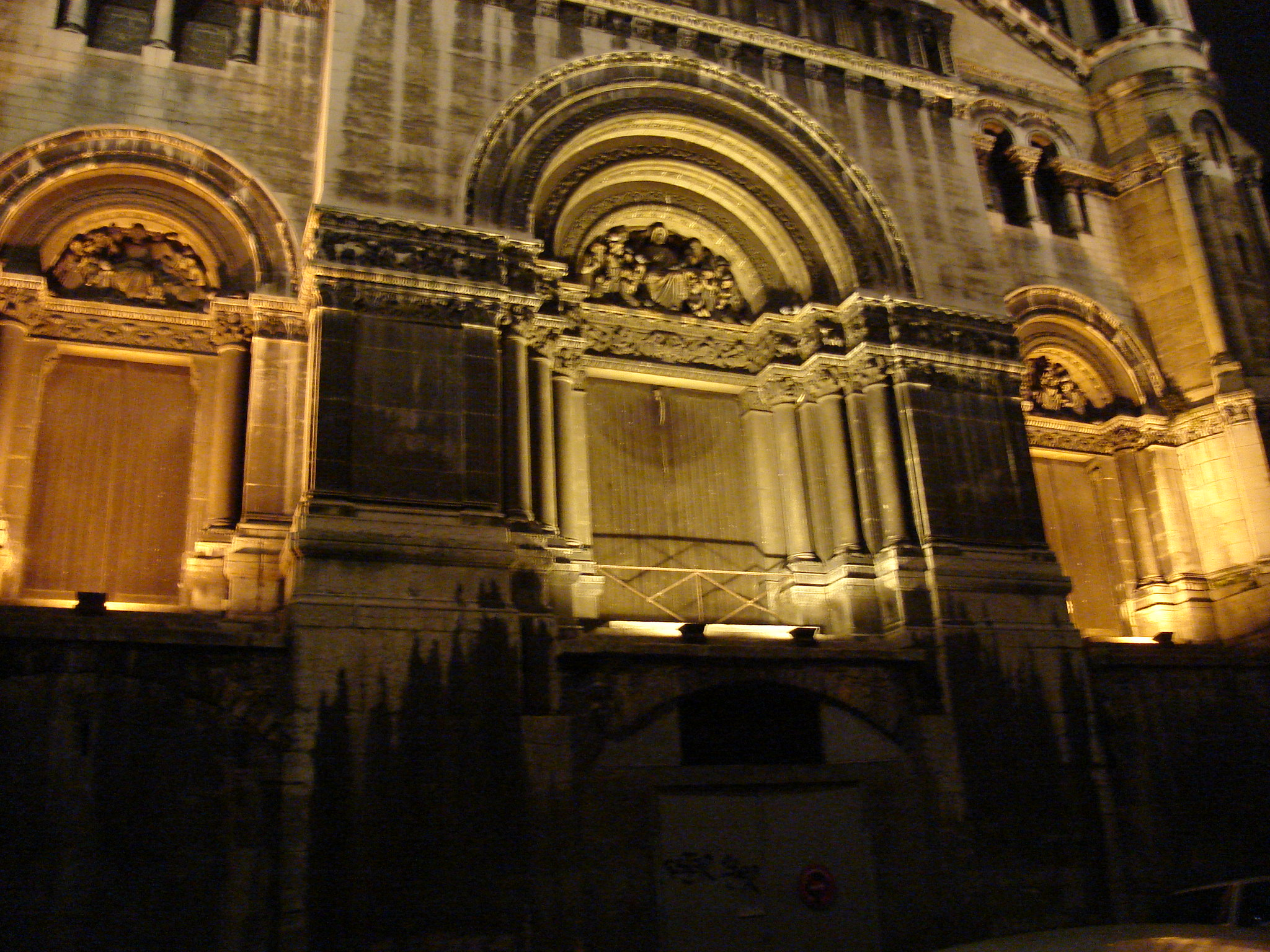
La porte de nuit.
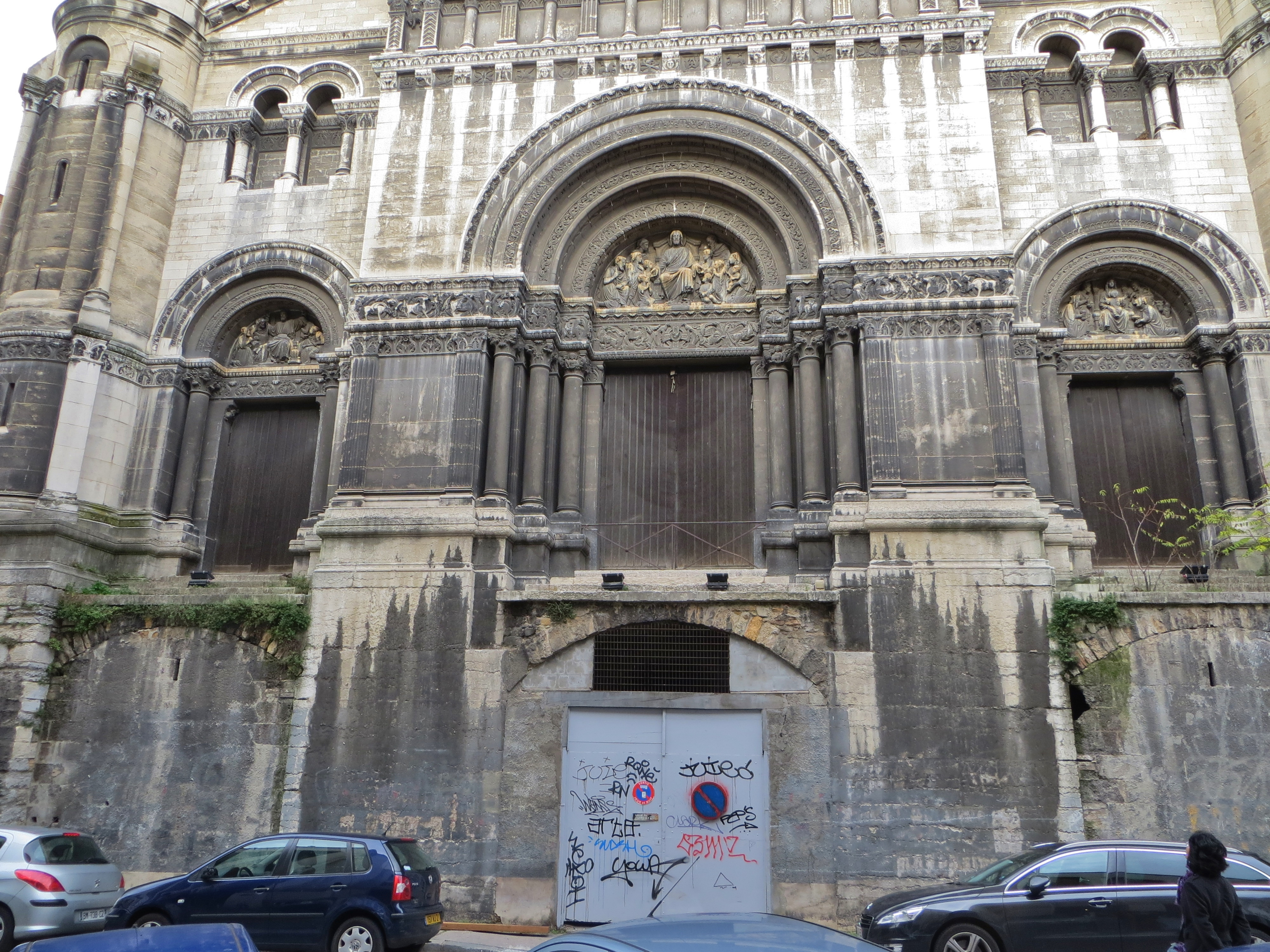
La porte dans la journée, située à près de 4 mètres du sol.

Les vitraux, dans le style des médaillons du Moyen Âge, sont du peintre verrier Lucien Bégule et ont été posés entre 1882 et 1883.